# Socket AM2
Socket АМ2 (znany też wcześniej jako Socket M2) – gniazdo procesorów typu PGA firmy АМD, następca Socketu 939.
Zostało wprowadzone na rynek 23 maja 2006 r. Posiada 940 pinów (nie jest jednak kompatybilne z Socket 940 dla procesorów Opteron z serii 2xx i 8xx).
Socket AM2 umożliwia obsługę pamięci RAM typu DDR2 o taktowaniu 800 MHz i nieznacznie zwiększa wydajność procesorów, których zużycie energii waha się między 65 a 125 W.
Gniazdo to zastępuje Socket 939 w komputerach typu desktop. Zostało zastąpione przez jego ulepszoną wersję, czyli AM2+, zachowującą kompatybilność wsteczną z AM2.